# Tiođe
Tiođe (izvirno srbsko Тиоџе) je naselje v Srbiji, ki upravno spada pod Občino Raška; slednja pa je del Raškega upravnega okraja.

## Demografija
V naselju živi 152 polnoletnih prebivalcev, pri čemer je njihova povprečna starost 55,7 let (54,0 pri moških in 57,8 pri ženskah). Naselje ima 69 gospodinjstev, pri čemer je povprečno število članov na gospodinjstvo 2,29.
To naselje je, glede na rezultate popisa iz leta 2002, večinoma srbsko, a v času zadnjih treh popisov je opazno zmanjšanje števila prebivalcev.
|  |

| Demografija | Demografija     | Demografija     |
| Leto        | Št. prebivalcev | Št. prebivalcev |
| ----------- | --------------- | --------------- |
|             |                 |                 |
|             |                 |                 |
|             |                 |                 |
|             |                 |                 |
| 1948        | 410             |                 |
| 1953        | 435             |                 |
| 1961        | 466             |                 |
| 1971        | 425             |                 |
| 1981        | 353             |                 |
| 1991        | 218             | 218             |
| 2002        | 158             | 158             |
|             |                 |                 |

| Etnična sestava po popisu iz leta 2002 | Etnična sestava po popisu iz leta 2002 | Etnična sestava po popisu iz leta 2002 | Etnična sestava po popisu iz leta 2002 | Etnična sestava po popisu iz leta 2002 |
| -------------------------------------- | -------------------------------------- | -------------------------------------- | -------------------------------------- | -------------------------------------- |
| Srbi                                   | Srbi                                   |                                        | 157                                    | 99,36%                                 |
| Slovenci                               | Slovenci                               |                                        | 1                                      | 0,63%                                  |
| Neznano                                | Neznano                                |                                        | 0                                      | 0,0%                                   |